# Tran Thuan Tong
Trần Thuận Tông, namn vid födseln (tên huý) Trần Ngung, född 1377, död 1399, var den tolfte kejsaren av Trandynastin i Vietnam. Han regerade från 1388 till 1398. Han efterträddes av sin son Trần Thiếu Đế.